# Pennie Smithová
Pennie Smithová (* 1949?, Londýn) je anglická fotografka, specializující se na černobílou fotografii rockových hudebníků.

## Život a dílo
Koncem 60. let navštěvovala Twickenhamskou uměleckou školu, kde se věnovala grafice a krásným uměním. V letech 1969 až 1972 spolupracovala s grafikem Barney Bubblesem a hudebním žurnalistou Nick Kentem na vydávání časopisu Friends. V roce 1970 navrhla obal pro debutové album Never Never Land skupiny Pink Fairies. Její první větší zakázkou byla dokumentace turné Led Zeppelin v 70. letech. Poté odešla pracovat jako fotografka do NME, kde setrvala do začátku 80. let.
Za svou kariéru fotografovala některé slavné rockové hudebníky jako Led Zeppelin, The Rolling Stones, The Who, Iggy Pop, The Clash, The Jam, The Slits, Siouxsie Sioux, Debbie Harry, U2, Morrissey, The Stone Roses, Primal Scream, Manic Street Preachers, Radiohead, Blur, Oasis, David Smith a The Strokes.
Její fotografie se objevovaly na stránkách časopisu NME, obalech hudebních alb, různých reklamních materiálech a knihách. V roce 1980 byla vydána její nejlépe prodávaná kniha The Clash, Before and After.
Pennie Smith v současnosti žije a pracuje v nepoužívané železniční stanici v západním Londýně, kterou koupila a přetvořila na studio, ještě když byla studentka a reportérka na volné noze využívající černobílou fotografii.
Koncem roku 2009 bylo několik jejích fotografií umístěno do sbírky rockových fotografií Who Shot Rock & Roll v Brooklynském muzeu.
V lednu 2010 byl její obrázek z alba London Calling vydán na poštovní známce Britské královské pošty.